# Чемерська сільська рада
Че́мерська сільська́ ра́да — адміністративно-територіальна одиниця та орган місцевого самоврядування в Козелецькому районі Чернігівської області. Адміністративний центр — село Чемер.

## Загальні відомості
- Населення ради: 1 971 особа (станом на 2001 рік)

## Населені пункти
Сільській раді підпорядковані населені пункти:
- с. Чемер

## Склад ради
Рада складається з 16 депутатів та голови.
- Голова ради: Кузьменко Григорій Володимирович
- Секретар ради: Запека Лідія Іллівна

### Керівний склад попередніх скликань
| Прізвище, ім'я, по батькові      | Основні відомості                                                         | Дата обрання | Дата звільнення |
| -------------------------------- | ------------------------------------------------------------------------- | ------------ | --------------- |
| Кузьменко Григорій Володимирович | Сільський голова, 1955 року народження, освіта вища, член Народної партії | 26.03.2006   | 31.10.2010      |
| Кузьменко Григорій Володимирович | Сільський голова, 1955 року народження, освіта вища, член Партії регіонів | 31.10.2010   |                 |

Примітка: таблиця складена за даними сайту Верховної Ради України

### Депутати
За результатами місцевих виборів 2010 року депутатами ради стали:

#### За суб'єктами висування
| Суб'єкт висування            | Кількість обраних депутатів | %    |
| ---------------------------- | --------------------------- | ---- |
| Партія регіонів              | 6                           | 37,5 |
| Самовисування                | 5                           | 31,3 |
| Народна партія               | 4                           | 25   |
| Соціалістична партія України | 1                           | 6,3  |

#### За округами
| № округу                     | Прізвище, ім'я, по батькові    | Дата визнання обраним | Освіта             | Партійна приналежність                        | Відомості про обраного депутата           |
| ---------------------------- | ------------------------------ | --------------------- | ------------------ | --------------------------------------------- | ----------------------------------------- |
| Народна Партія               |                                |                       |                    |                                               |                                           |
| 6                            | Дорошенко Олександр Васильович | 01.11.2010            | середня            | член Народної партії                          | Чемерський спирт завод, старший майстер   |
| 11                           | Лутошкіна Ольга Іванівна       | 01.11.2010            | середня спеціальна | член Народної партії                          | Чемерська дільн. лікарня, медсестра       |
| 13                           | Тарасюк Людмила Михайлівна     | 01.11.2010            | вища               | член Народної партії                          | ТОВ «Чемер», секретар                     |
| 14                           | Безнощенко Тамара Дмитрівна    | 01.11.2010            | середня спеціальна | член Народної партії                          | Чемерський спирт завод, інженер           |
| Партія регіонів              |                                |                       |                    |                                               |                                           |
| 3                            | Череда Валерій Андрійович      | 01.11.2010            | середня спеціальна | член Партії регіонів                          | Чемер дільн. лікарня, завгосп             |
| 4                            | Кузьменко Тетяна Анатоліївна   | 01.11.2010            | вища               | член Партії регіонів                          | Чемерська загальноосвітня школа, вчитель  |
| 7                            | Шеремет Юрій Іванович          | 01.11.2010            | вища               | член Партії регіонів                          | ТОВ «Чемер», бригадир тракторн. бригади   |
| 8                            | Мухіна Наталія Михайлівна      | 01.11.2010            | середня спеціальна | член Партії регіонів                          | Чемерська дільн. лікарня, фельдшер        |
| 9                            | Брагінець Валентина Вікторівна | 01.11.2010            | вища               | позапартійна                                  | Чемерська сільська рада, бібліотекар      |
| 12                           | Запека Лідія Іллівна           | 01.11.2010            | середня спеціальна | член Партії регіонів                          | Чемерська сільська рада, землевпорядник   |
| Соціалістична партія України |                                |                       |                    |                                               |                                           |
| 2                            | Романчук Ганна Іванівна        | 01.11.2010            | вища               | позапартійна                                  | Чемерська загальноосвітня школа, директор |
| Самовисування                |                                |                       |                    |                                               |                                           |
| 1                            | Лутошкіна Лідія Миколаївна     | 01.11.2010            | вища               | член Народної партії                          | Чемерський спирт завод, зав. відділом     |
| 5                            | Потапенко Надія Іванівна       | 01.11.2010            | середня спеціальна | член Комуністичної партії України             | ТОВ «Чемер», економіст                    |
| 10                           | Чмут Володимир Анатолійович    | 01.11.2010            | вища               | член Соціалістичної партії України            | пенсіонер                                 |
| 15                           | Ричок Ніна Миколаївна          | 01.11.2010            | середня спеціальна | член Всеукраїнського об'єднання «Батьківщина» | Чемерський спирт завод, бухгалтер         |
| 16                           | Безкровна Валентина Миколаївна | 01.11.2010            | вища               | член Народної партії                          | Чемерський спирт завод, бухгалтер         |